# Plena Ilustrita Vortaro de Esperanto

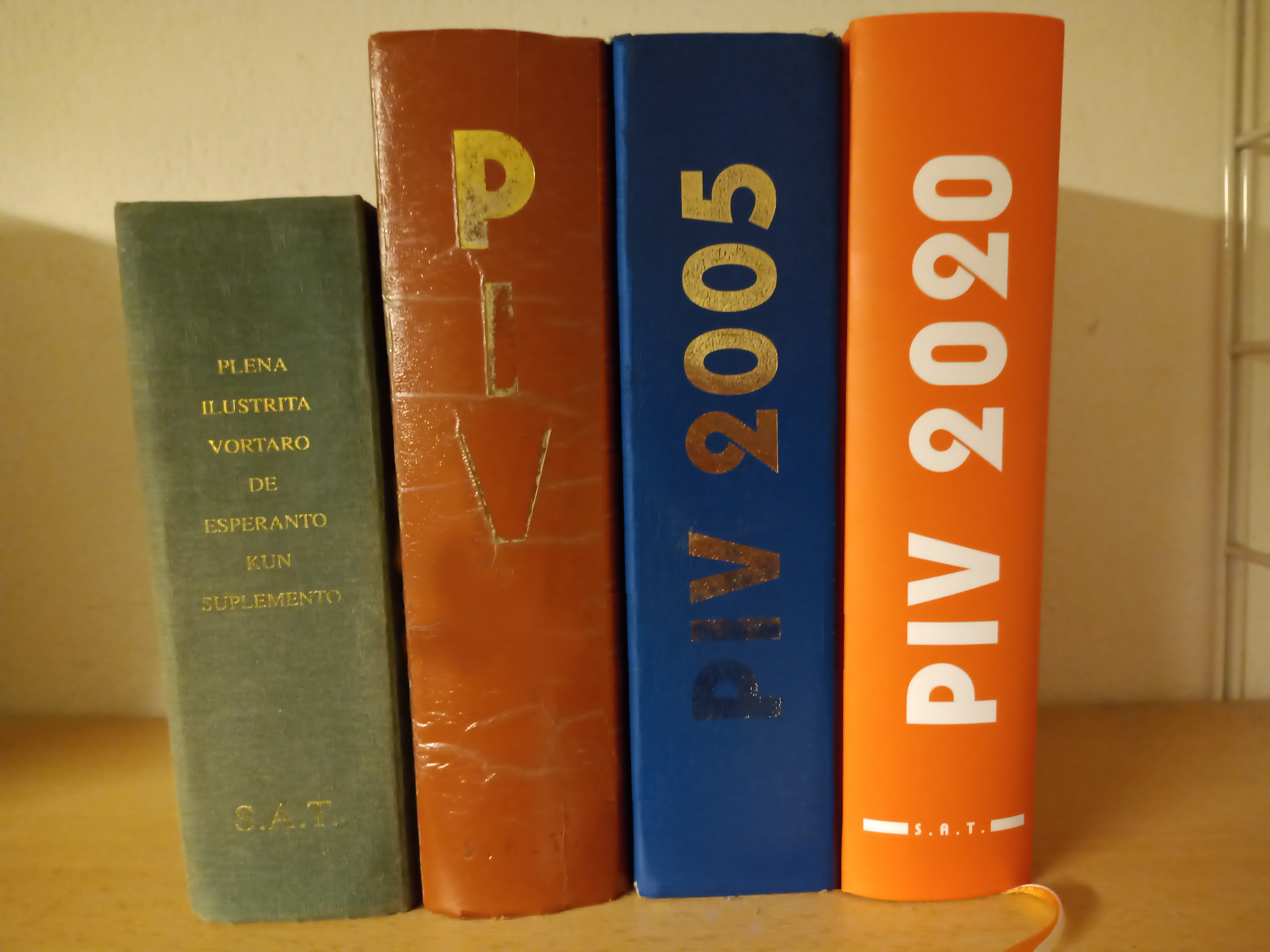
PIV 1987, PIV 2002, PIV 2005 en PIV 2020

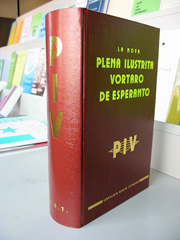
Nova Plena Ilustrita Vortaro, uitgave 2002

Het Plena Ilustrita Vortaro de Esperanto (nl:Volledige, geïllustreerde Esperantowoordenboek), afgekort PIV, is een verklarend Esperanto-woordenboek. Het is samengesteld onder leiding van een team van Esperantologen en mensen uit de vakwereld onder leiding van Gaston Waringhien. Het woordenboek wordt uitgegeven door SAT in Parijs. Het bestaan van een verklarend Esperantowoordenboek duidt aan dat Esperanto een volwassen taal is: zonder een dergelijk woordenboek zou de internationale taal nooit als volwaardig kunnen worden beschouwd.

## Voorgeschiedenis: Plena Vortaro 1930
Een voorloper was het Plena Vortaro, uitgegeven door SAT in 1930, onder leiding van Emile Grosjean-Maupin in samenwerking met onder andere Waringhien. In
1933 en in 1947 verschenen er nieuwe uitgaven en in 1953 een uitgave met een supplement, net zoals in 1956 en 1960. De uitgave van 1934 telde ongeveer 6900 stamwoorden. De supplementen bevatten er zo'n 966, wat samen dus 7866 maakt.

## Plena Ilustrita Vortaro (PIV) - 1970
De eerste versie van het geïllustreerde verklarende Esperantowoordenboek, Plena Ilustrita Vortaro, werd uitgegeven in 1970. Nadien zijn er nog twee uitgaven geweest. In 1987 werd er een supplement uitgebracht onder leiding van Roland Levreaud, maar het hoofddeel bleef al die jaren onveranderd.
PIV wordt wereldwijd aanschouwd als normaliserend, vooral gezien zijn omvangrijkheid (15.200 trefwoorden). Het woordenboek wordt echter ook bekritiseerd, vooral vanwege de te sterke invloed van de Franse taal en politieke tendensen. Bovendien waren de illustraties eerder beperkt en oubollig.

## Nova Plena Ilustrita Vortaro de Esperanto (NPIV) - 2002
In 2002 verscheen na vele jaren werk, een nieuwe volledig herziene versie van het woordenboek met de titel La Nova Plena Ilustrita Vortaro de Esperanto (nl: Het nieuwe volledige, geïllustreerde Esperanto-woordenboek). De hoofdredactie werd verzorgd door Michel Duc-Goninaz. PIV2002 omvat 16.780 trefwoorden. De illustraties staan niet meer achteraan, maar zijn in de tekst verwerkt.
De inhuldiging van het nieuwe PIV gebeurde tijdens het SAT-congres in Alicante - Spanje van 1 tot 7 juli 2002.

## Nova Plena Ilustrita Vortaro de Esperanto (NPIV) - 2005
Alle exemplaren van de nieuwe PIV waren in 2004 allemaal verkocht. In maart 2005 verscheen er een herdruk. ISBN 2-9502432-8-2